# أبراهام بيل
أبراهام بيل (بالنرويجية: Abraham Pihl)‏ (و. 1756 – 1821 م) هو قس وعالِم ومهندس معماري وعالم فلك وساعاتي من النرويج. توفي عن عمر يناهز 65 عاماً.

## التعليم
تعلم في جامعة كوبنهاغن.

## جوائز
حصل على جوائز منها:
- Knight of the Order of the Dannebrog  [لغات أخرى]‏.